# 달레르 쿠자예프
달레르 아댜모비치 쿠쟈예프(러시아어: Дале́р Адья́мович Кузя́ев, 1993년 1월 15일 ~ )는 러시아의 축구 선수로 현재 프랑스 리그 1의 르 아브르에서 미드필더로 활약하고 있다.

## 경력 통계

### 국가대표
2019년 3월 21일 기준.
| 러시아 | 러시아 | 러시아 |
| 연도   | 경기   | 득점   |
| ------ | ------ | ------ |
| 2017   | 4      | 0      |
| 2018   | 13     | 0      |
| 2019   | 4      | 1      |
| 합계   | 21     | 1      |

## 수상 내역

### 클럽
제니트 상트페테르부르크
- 러시아 프리미어리그: 2018-19[2][3]